# Tristan & Isolde (film)
Tristan & Isolde is een Duits-Brits-Amerikaans-Tsjechische film uit 2006 gebaseerd op de gelijknamige legende uit de Keltische mythologie uit de vroege middeleeuwen. De film werd geproduceerd door de regisserende broers Ridley Scott en Tony Scott. De film werd geregisseerd door Kevin Reynolds en de Nederlandse première vond plaats op 20 april 2006.

## Verhaal
In de vroege middeleeuwen, na de Romeinse bezetting, heerst er verdeeldheid onder de Britse stammen. De Ieren die geen last hebben gekend van de Romeinse onderdrukkers profiteren hiervan en komen geregeld naar het Britse schiereiland Cornwall om goederen te plunderen. Bij een van die overvallen komen ook de ouders van Tristan van Aragon om het leven. De jongen wordt meegenomen door zijn oom Heer van Marke en wordt aan het hof van D'or verder grootgebracht. Negen jaar verder is Tristan opgegroeid tot een van de beste strijdkrachten onder koning Marke.
Opnieuw vallen de Ieren binnen om jonge slaven te halen en ze weten tot het kasteel van Marke door te dringen en nemen de meeste jongeren mee. Er wordt hulp van andere stammen ingeroepen om de jongelingen vrij te krijgen. Dit lukt onder leiding van Tristan. Ook weet Tristan de Ierse leider Morholt te doden, maar hij kan niet voorkomen dat hij zelf ook gewond raakt. Zijn medestrijders denken dat Tristan ook dood is en laten hem afvaren in een vissersboot (een oud Keltisch gebruik), die voor de kust van Ierland terechtkomt en wordt ontdekt door Isolde en haar hulp Bragnae. Ze merken dat hij nog leeft en met medicijnen en kruiden weten ze zijn wonden te helen. De twee raken tot elkaar aangetrokken, maar de Ierse koning is op zoek naar het lichaam van Tristan en daarom moet hij zo gauw mogelijk vertrekken.
Als Tristan weer terug is in Cornwall is het ongeloof groot dat hij nog leeft, maar er heerst vooral blijdschap dat hij nog leeft. Nadat de Ierse koning Donnechad een nederlaag geleden heeft op de Britten, verzint hij een list en organiseert een toernooi voor de vrede en de winnaar krijgt de hand van zijn dochter Isolde. In naam van koning Marke neemt Tristan deel en wint dit toernooi, maar hij wist niet dat hij de vrouw die hem op het strand gered had zou aantreffen. Isolde is blij met haar winnaar, maar niet voor lang nadat ze hoort dat ze de bruid wordt van Heer Marke. Ook na de huwelijksceremonie blijven Tristan en Isolde zich tot elkaar aangetrokken voelen en blijven ze in het geheim afspreken. Als koning Marke erachter komt, zegt hij tegen beiden dat hun liefde de ondergang van zijn rijk wordt. Tristan laat Isolde verstoppen, om het daarna opnieuw op te nemen tegen de Ieren. Deze keer wordt hij dodelijk getroffen en zakt hij in elkaar bij de oude Romeinse brug, waar hij in de armen van Isolde sterft.

## Rolverdeling
| Acteur            | Rol              |
| ----------------- | ---------------- |
| James Franco      | Tristan          |
| Sophia Myles      | Isolde           |
| Rufus Sewell      | Heer Marke       |
| David O'Hara      | Koning Donnchadh |
| Henry Cavill      | Melot            |
| Bronagh Gallagher | Bragnae          |